# Saint-Félix-Lauragais
Saint-Félix-Lauragais es una pequeña localidad y comuna francesa situada en el departamento de Alto Garona y la región de Mediodía-Pirineos, en el Lauragais.
La localidad es una antigua bastida medieval. En ella (denominada entonces Saint-Félix-de-Caraman) se celebró en 1167 un concilio de la Iglesia cátara al que asistieron varios obispos occitanos seguidores de esa doctrina religiosa: los de Albi, Toulouse, Carcasona y Viella (valle de Arán).

## Demografía
| 1 035 | 1 192 | 1 110 | 1 188 | 1 177 | 1 301 |
| Para los censos de 1962 a 1999 la población legal corresponde a la población sin duplicidades (Fuente: INSEE [Consultar]) |       |       |       |       |       |

## Lugares de interés

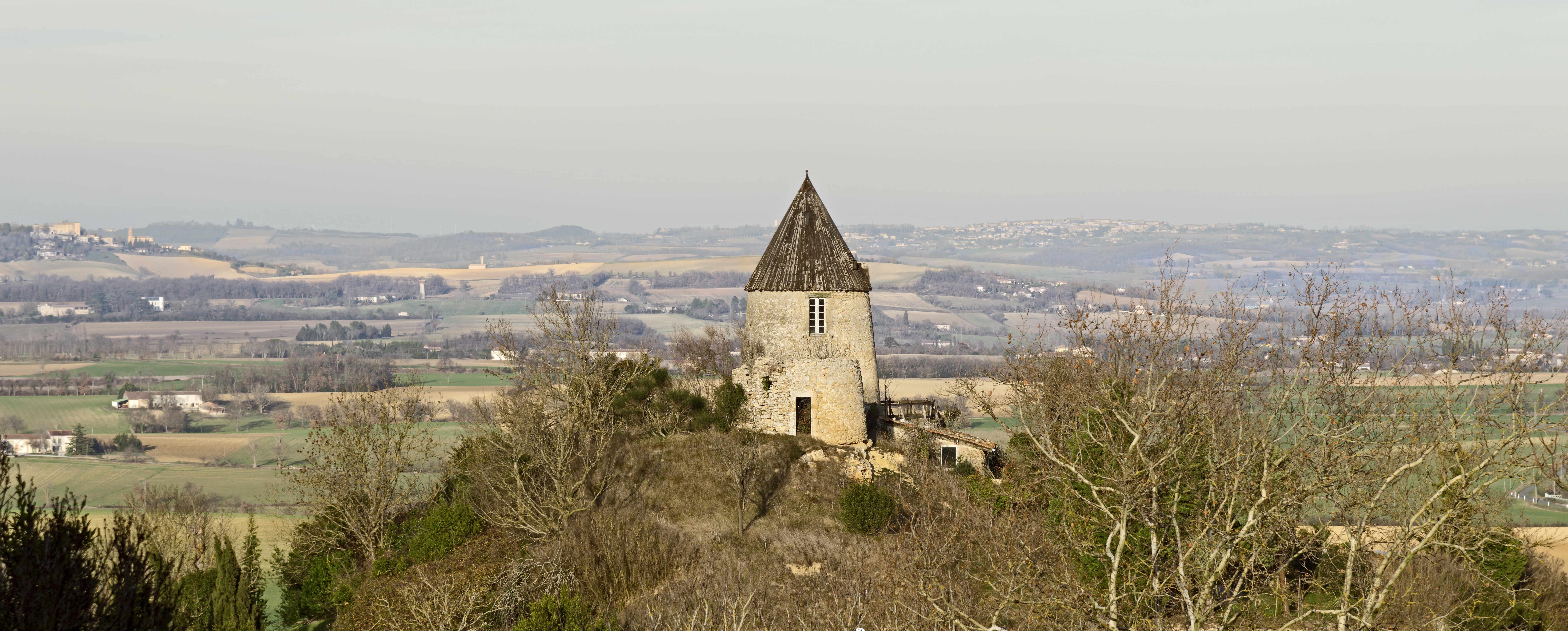
Antiguo Molino de viento
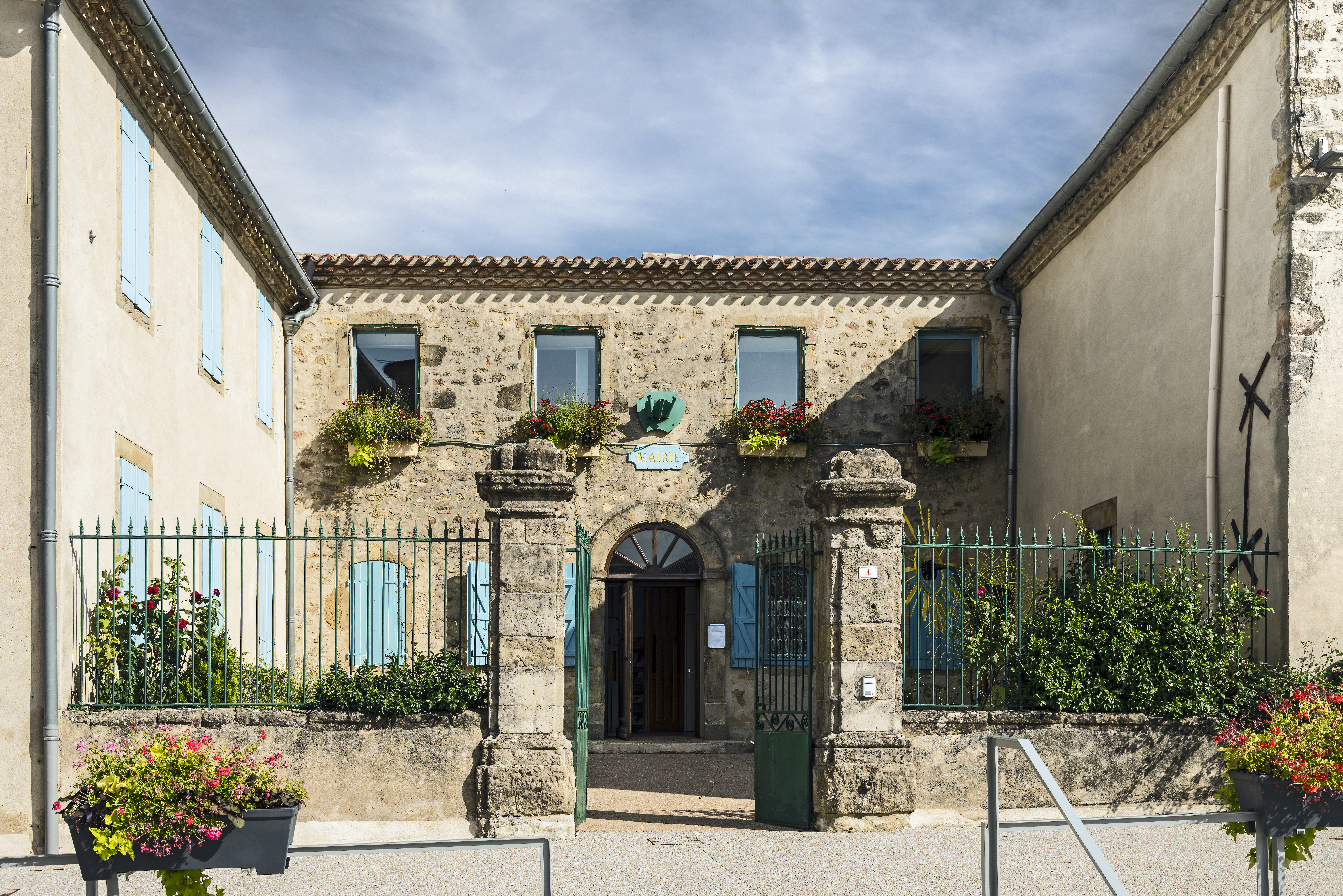
Ayuntamiento
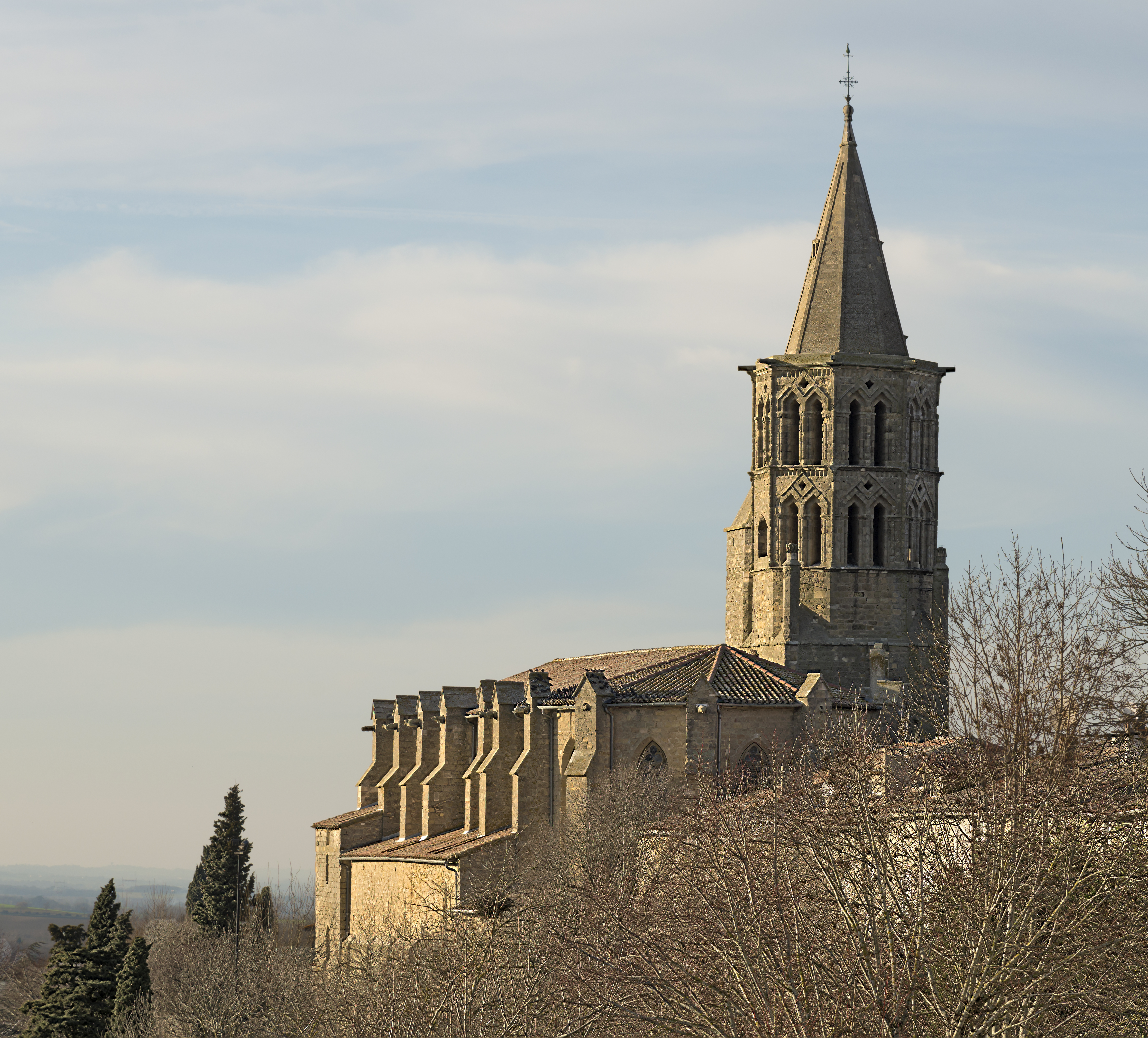
La iglesia de la localidad
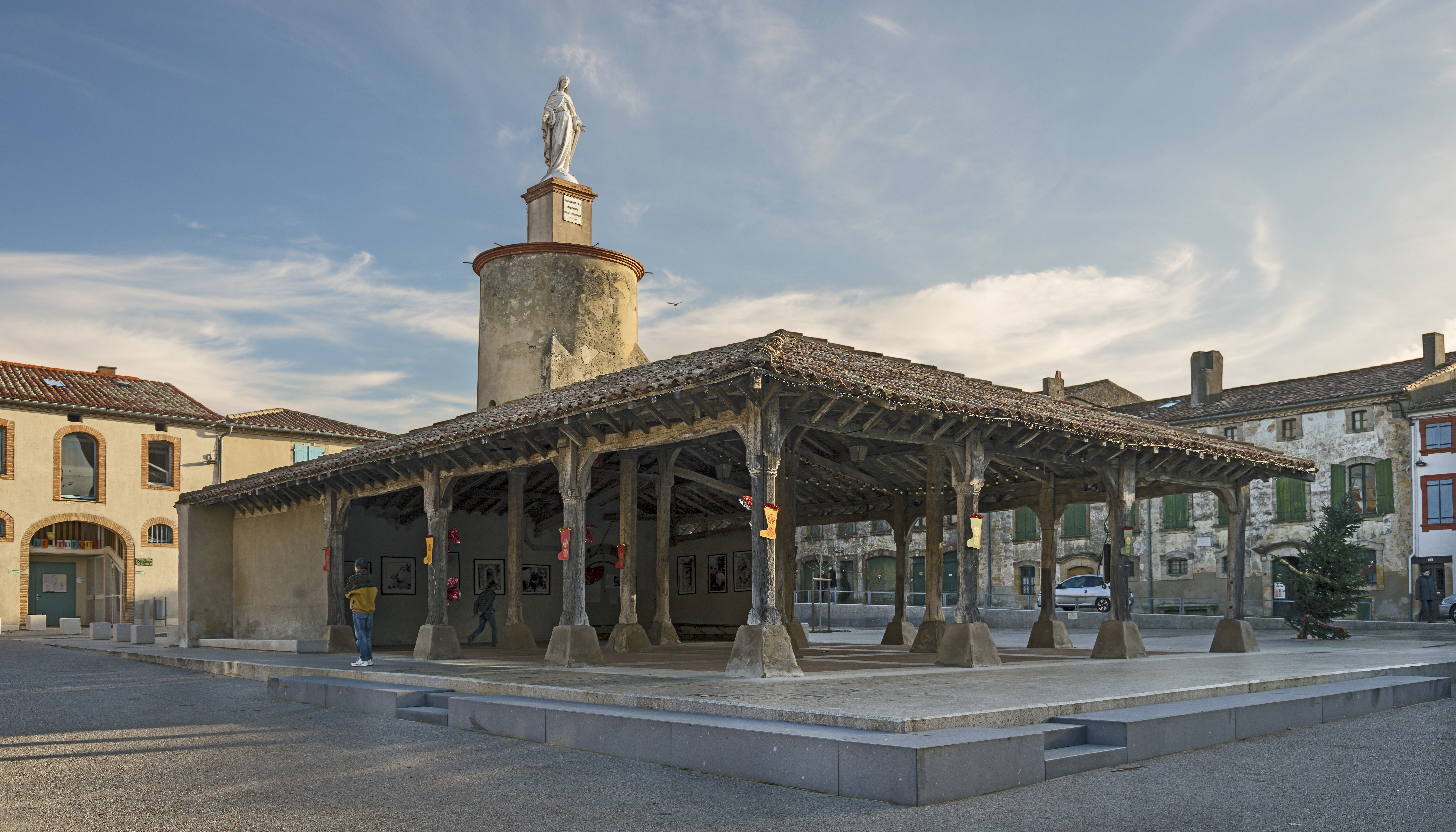
El mercado cubierto
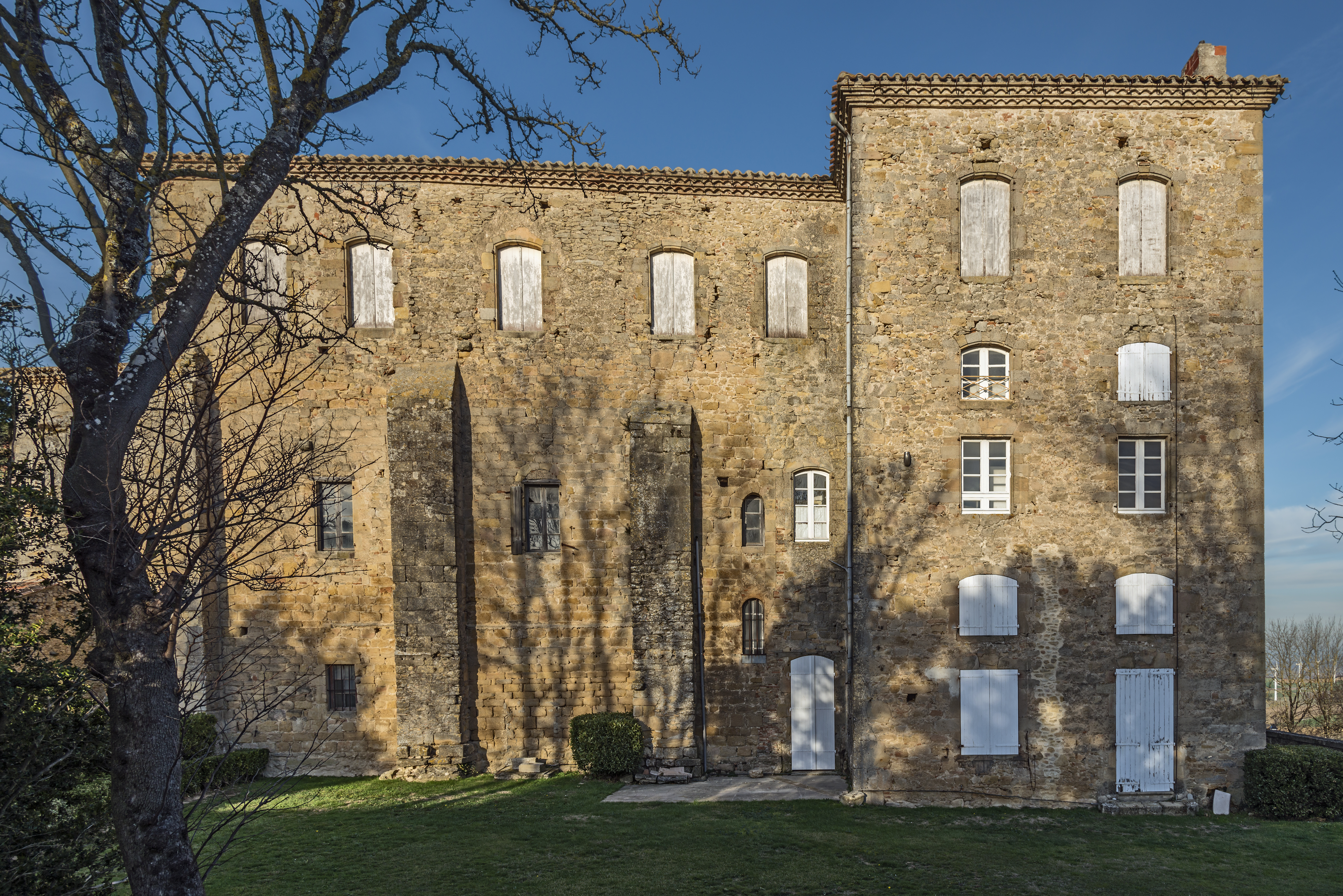
El castillo

- Antiguo Molino de viento
- Ayuntamiento
- La Iglesia
- El mercado cubierto
- El castillo

## Personalidades relacionadas con la comuna
- Sicard Alaman
- Pierre Duèze
- Guillaume de Nogaret
- Déodat de Séverac